# Next Position Please
Next Position Please es un álbum de estudio de la banda de rock estadounidense Cheap Trick, producido por Todd Rundgren y publicado en 1983. El nombre del álbum proviene de una línea de la canción "High Priest of Rhythmic Noise" del disco All Shook Up de 1980.

## Lista de canciones
Todas escritas por Rick Nielsen, excepto donde se indique.
1. "I Can't Take It" (Robin Zander) – 3:28
2. "Borderline" – 3:34
3. "I Don't Love Here Anymore" – 3:51
4. "Next Position Please" – 2:51
5. "Younger Girls" (Zander, Nielsen) – 3:14
6. "Dancing the Night Away" (Nick Garvey, Andy McMaster) – 4:58
7. "You Talk Too Much" – 1:55 (Bonus track)
8. "3-D" – 3:37
9. "You Say Jump" – 3:06
10. "Y.O.Y.O.Y." – 4:54
11. "Won't Take No for an Answer" – 3:13
12. "Heaven's Falling" (Todd Rundgren) – 3:48
13. "Invaders of the Heart" – 4:00
14. "Don't Make Our Love a Crime" – 3:43 (Bonus track)

## Créditos
- Robin Zander – voz, guitarra, teclados
- Rick Nielsen – guitarra líder, coros
- Jon Brant – bajo, coros
- Bun E. Carlos – percusión, batería